# Teddy Chen
Chen Xiang-xi (en chino, 陳向熙; pinyin, Chén Xiàng Xī) (Taiwán, 15 de octubre de 1993), mejor conocido bajo su nombre artístico de Teddy Chen o simplemente Teddy, es un cantante y actor taiwanés. Es principalmente conocido por haber sido miembro del grupo masculino SpeXial desde 2014 hasta 2019.

## Biografía
Chen Xiang-xi nació el 15 de octubre de 1993 en Taiwán. Asistió y se graduó de la Universidad de Huafan, en el departamento de gestión de información. Chen fue descubierto por un cazatalentos en Internet y fue participante del Shanghai Model Competition. El 26 de mayo de 2014, la agencia Comic International Productions anunció la incorporación de Chen junto a otros dos nuevos miembros al grupo de mandopop taiwanés, SpeXial. Chen debutó con dicho grupo bajo el nombre inglés de "Teddy" el 5 de junio del mismo año, durante la conferencia de prensa del segundo álbum, Break It Down. El álbum fue lanzado el 12 de junio y en su primera semana se posicionó en el tercer puesto del Ranking Top Five de 2014.
En el mismo año, Warner Music Group destinó 2 millones de dólares taiwaneses para crear un reality show en línea llamado Anything SpeXial, con el fin de presentar a SpeXial en diferentes aspectos. El programa de catorce episodios fue estrenado el 27 de mayo de 2014. Chen también participó junto a sus compañeros de banda en varios dramas, incluyendo GTO in Taiwan, The X-Dormitory y Angel 'N' Devil, entre otros.
Chen anunció su partida de SpeXial el 15 de octubre de 2019, el mismo día de su cumpleaños número veintiséis.

## Filmografía

### Televisión
| Año  | Título                        | Papel        | Notas     |
| ---- | ----------------------------- | ------------ | --------- |
| 2014 | GTO in Taiwan                 | Estudiante   | Invitado  |
| 2014 | The X-Dormitory               | Luchador     | Invitado  |
| 2014 | Hold Live in Love             | Muchacho     | Invitado  |
| 2014 | Angel 'N' Devil               | Xiao Xiong   | Principal |
| 2015 | Moon River                    | Lan Di       | Invitado  |
| 2017 | The Bangle                    | Mo Jia-hao   | Principal |
| 2017 | Intern Doctor                 | Liu Yong-jun | Principal |
| 2018 | Love & π                      | -            | Invitado  |
| 2018 | Bing Huang Ma Luan De Ai Qing | Zhang Huang  | Principal |